# Paul Mulzer
Paul Mulzer (* 8. Mai 1880 in Ludwigsstadt, Nordbayern; † 5. Februar 1947) war ein deutscher Dermatologe und Hochschullehrer an der Universität Hamburg.

## Leben und Wirken
Während seines Studiums wurde Paul Mulzer Mitglied der Burschenschaft Germania Erlangen. Er übernahm nach Promotion (1905) und Habilitation (1912) 1924 den neugeschaffenen Lehrstuhl für Dermatologie im Universitätsklinikum Hamburg-Eppendorf. Unter ihm entstanden umfangreiche Ausbauten in der dermatologischen Klinik (serologisches und histologisches Labor, Photolabor). Mulzer schrieb zahlreiche grundlegende Bücher, vor allem über venerische Erkrankungen. Daneben untersuchte er Pigmentbildungen „für die Erkennung von Rassen und rassischem Einschlag“.
1918 gehörte Mulzer zu einem Freikorps. Er war seit 1931 im NS-Ärztebund, seit 1932 im Kampfbund für deutsche Kultur und in der SA. Zum 1. April 1933 schloss er sich der NSDAP an (Mitgliedsnummer 1.578.556). Später gehörte er auch dem NS-Dozentenbund an. 1933 unterzeichnete er das Bekenntnis der Professoren an den deutschen Universitäten und Hochschulen zu Adolf Hitler. 1940 gehörte er zum Senat der Kolonialärztlichen Akademie der NSDAP. Ebenfalls 1940 wurde er zum Mitglied der Leopoldina gewählt. 1941 forderte er, Ungarn dürfe kein „Naturschutzpark für Juden“ werden. 1943 erstattete er Anzeige wegen Defätismus gegen den als politischen Gegner des NS-Systems bekannten Ordinarius für Kinderheilkunde Rudolf Degkwitz, der zu sieben Jahren Zuchthaus verurteilt wurde.
Mulzer wurde am 22. Mai 1945 beurlaubt und am 2. Juli 1945 auf Anordnung der britischen Militärregierung wegen antisemitischer Äußerungen und wegen seines Verhaltens gegenüber Degkwitz entlassen. Die Ausübung einer Arztpraxis wurde ihm verboten. Mulzer starb am 5. Februar 1947.

## Schriften
- Praktische Anleitung zur Syphilisdiagnose auf biologischem Wege (Spirochäten-Nachweis, Wassermannsche Reaktion). Berlin 1910.
- Kompendium der Haut- und Geschlechtskrankheiten. Enke, Stuttgart 1913.
- Neuere Ergebnisse der experimentellen Syphilisforschung, Verhandlungen der deutschen dermatologischen Gesellschaft, 13. Kongress, gehalten zu München 20.–24. Mai 1923. In: Arch. Dermatol. Syph. Band 145, 1924, S. 243–249.
- Diagnose und Therapie der gonorrhoischen Erkrankungen in der Allgemeinpraxis. Bergmann, München 1924.
- mit Franz Mraček, Albert Jesionek: Atlas und Grundriss der Hautkrankheiten. 5. Auflage. Lehmanns, München 1924.
- Auch Du musst es wissen! Zeitgemässe Betrachtungen über die Geschlechtskrankheiten, ihre Gefahren, Bekämpfung und Verhütung. Behre, Hamburg 1926. 2. Auflage 1929.
- Die Gonorrhoe in der Allgemeinpraxis. Barth, Leipzig 1939.